# Allophylus talbotii
Allophylus talbotii är en kinesträdsväxtart som beskrevs av E. G. Baker. Allophylus talbotii ingår i släktet Allophylus och familjen kinesträdsväxter. Inga underarter finns listade i Catalogue of Life.